# Súper Rugby Américas
El Súper Rugby Américas (SRA) es un torneo de franquicias de rugby de primer nivel de América organizado por Sudamérica Rugby y fundado en 2020 como Súper Liga Americana de Rugby, antes de adquirir su denominación actual en 2023.
El torneo se destaca por ser el principal torneo de rugby profesional en América del Sur, una región caracterizada por la prevalencia del rugby de clubes amateur. El torneo utiliza un formato similar al del Super Rugby Pacific y el United Rugby Championship, con franquicias profesionales representando regiones o países, disputando una fase regular con el sistema de todos contra todos y una fase final a eliminación directa.
Durante las primeras temporadas del torneo, se destaca la participación de Peñarol Rugby y los distintos equipos argentinos, habiendo ganado todos los campeonatos hasta la temporada actual y habiendo protagonizado todas las finales, con Selknam siendo el único equipo además de las franquicias rioplatenses en llegar a una final.

## Historia

### Creación
El proyecto de una liga profesional de rugby en América del Sur fue una iniciativa creada y promovida por varios años por la Confederação Brasileira de Rugby, la cual posteriormente pasó a contar con el apoyo oficial de Sudamérica Rugby y World Rugby. Este proyecto no sólo trataba de traer el juego profesional a la única región del mundo sin una competición de dicho tipo, sino que también buscaba cumplir otros objetivos, considerados esenciales por Sudamérica Rugby para el desarrollo del rugby en los países participantes. Estos objetivos eran principalmente: acercar más gente al deporte; retener la salida de jugadores a ligas profesionales extranjeras de bajo nivel; ampliar la base de los seleccionados y los programas de alto rendimiento; e incrementar la "competición actual" en la región, dando más partidos de alto nivel para los jugadores de los seleccionados nacionales.
Presentación oficial
El proyecto fue anunciado oficialmente por primera vez el 21 de agosto de 2018 en Asunción, Paraguay, por Sebastián Piñeyrúa (Presidente de SAR) y Daniel Hourcade (Gerente de Alto Rendimiento de la región). El anuncio delineó ciertos aspectos del torneo, denominado Liga Americana de Rugby (LAR), como el sistema de franquicias, el formato de competición, la posible cantidad de equipos, los países involucrados y el rol que las uniones nacionales tendrían, las cuales tendrían control mayoritario sobre todas las franquicias. En el 28 de abril de 2019, Sudamérica Rugby confirmó el comienzo del torneo, ahora llamada Súper Liga Americana de Rugby, indicando el 2020 como su temporada inicial y contando con el aval y apoyo económico de World Rugby.
El 29 de noviembre de 2019 en Montevideo, Uruguay, las franquicias participantes de la edición inaugural fueron oficialmente presentadas: Ceibos (Argentina), Corinthians (Brasil), Olimpia (Paraguay), Peñarol (Uruguay) y Selknam (Chile). Una sexta franquicia, Cafeteros de Colombia, también fue presentada a pesar de no formar parte de la temporada inaugural, incorporándose en 2021. El 22 de enero de 2020, el fixture para toda la temporada 2020 fue confirmado por Sudamérica Rugby, indicando el comienzo del torneo para el 4 de marzo del mismo año en Montevideo con el encuentro entre Peñarol y Selknam.

### Superliga Americana de Rugby (2020-2022)
Las primeras temporadas del torneo fueron marcadas por la pandemia de COVID-19, no solo por la cancelación de la edición inaugural, sino también por el impacto que esta tuvo en las siguientes dos temporadas. 
2020
La disputa de la primera temporada comenzó a llevarse como estaba indicado por el fixture anunciado por Sudamérica Rugby, disputando dos partidos en sus primeras fechas el 4 y 6 de marzo. Sin embargo, durante el transcurso de la segunda fecha, el partido del 13 de marzo entre Olimpia y Corinthians, a disputarse en Asunción, fue suspendido de acuerdo a las medidas de prevención impuestas por los organismos de salud de Paraguay en respuesta al impacto de la pandemia de COVID-19 en el país. Si bien el otro partido de la segunda fecha entre Selknam y Ceibos se llevó a cabo con normalidad el 14 de marzo en Santiago de Chile con más de 4000 espectadores, el agravamiento de la pandemia en el mundo y la región llevó a que el Consejo de la SLAR decidiera suspender el torneo hasta 2021. Esta decisión fue oficialmente anunciada el 17 de marzo, con el apoyo de Sudamérica Rugby y representantes de todas las franquicias.
2021 y 2022
Las siguientes dos temporadas del torneo se llevaron a cabo en su totalidad, pero debido a la persistencia de la situación epidemiológica, con un formato alterado respecto a los planes originales: todo los partidos se jugaron en "burbujas sanitarias" y sin público. La fase regular se mantuvo con el sistema de todos contra todos a dos rondas, pero sin partidos de local o visitante, con los partidos de cada fecha disputándose a lo largo de un solo día en un mismo estadio. Las sedes elegidas para estas "burbujas" fueron en Uruguay y Chile, con Paraguay sumándose en 2022.
Otro de los cambios causados por la pandemia de COVID-19 fue la incorporación de Jaguares XV en el torneo, reemplazando a Ceibos Rugby. Esto sucedió tras la exclusión de Jaguares del torneo de Super Rugby en 2021, el cual pasó a incluir solamente a equipos del Pacífico en 2021 debido al aislamiento sanitario. En respuesta a esto, la Unión Argentina de Rugby decidió reemplazar a Ceibos con el equipo "alternativo" de Jaguares, Jaguares XV, equipo que ya había participado en la Currie Cup First Division de Sudáfrica en 2019. Otro cambio notable fue la franquicia brasileña, Corinthians Rugby, cambiando su nombre a Cobras Brasil XV tras la conclusión del contrato con el club de fútbol Corinthians.

### Súper Rugby Américas (2023-actualidad)
A partir de la temporada 2023, el torneo atravesó una serie de modificaciones muy importantes, entre ellos, pasando a ser conocido el Súper Rugby Américas, adaptando la marca internacional del Super Rugby de SANZAAR. Uno de los cambios más importantes fue el regreso del formato de partidos de local y visitante con público, formato que había sido limitado desde la irrupción de la pandemia de Covid-19 en la temporada inaugural, obligando a la disputa del torneo en "sedes burbuja". El torneo también se modificó en la composición de sus equipos participantes, incluyendo la baja de Cafeteros Pro de Colombia y la incorporación de su primer equipo norteamericano: los American Raptors. 
El otro cambio fue la Unión Argentina de Rugby reemplazando a su franquicia, Jaguares XV, con dos nuevas franquicias basadas en dos regiones distintas: Pampas en Buenos Aires y Dogos XV en Córdoba. Esta división se dio en concordancias con los objetivos originales de la liga y la UAR, con la intención de agregar más franquicias regionales en el futuro. En la temporada 2025, se incorporó una tercera franquicia argentina: Tarucas de Tucumán.

## Equipos participantes

### Equipos actuales
Actualmente participan del torneo siete franquicias provenientes de cinco países distintos. 
| Franquicia          | Ciudad                   | Incorporación | Estadio principal      | Capacidad |
| ------------------- | ------------------------ | ------------- | ---------------------- | --------- |
| Cobras Brasil Rugby | São Paulo, Brasil        | 2020          | Estádio Nicolau Alayon | 10 723    |
| Dogos XV            | Córdoba, Argentina       | 2023          | Córdoba Athletic Club  | 5000      |
| Pampas XV           | Buenos Aires, Argentina  | 2023          | La Catedral (CASI)     | 6790      |
| Peñarol Rugby       | Montevideo, Uruguay      | 2020          | Estadio Charrúa        | 11 226    |
| Selknam Rugby       | Santiago de Chile, Chile | 2020          | CARR La Reina          | 3000      |
| Tarucas             | Tucumán, Argentina       | 2025          | La Caldera del Parque  | 8000      |
| Yacare XV           | Luque, Paraguay          | 2020          | Héroes de Curupayty    | 3000      |

Las franquicias de la Confederação Brasileira de Rugby y la Unión de Rugby del Paraguay, se incorporaron en la temporada inaugural bajo los nombres Corinthians Rugby y Olimpia Lions, adaptando sus denominaciones actuales en 2021 y 2023, respectivamente.

### Equipos anteriores
| Franquicia       | Ciudad                   | Años de actividad | Estadio principal | Capacidad |
| ---------------- | ------------------------ | ----------------- | ----------------- | --------- |
| American Raptors | Glendale, Estados Unidos | 2023-2024         | Infinity Park     | 5000      |
| Cafeteros Pro    | Colombia                 | 2021-2022         |                   |           |
| Ceibos Rugby     | Córdoba, Argentina       | 2020              | Tala Rugby Club   | 4000      |
| Jaguares XV      | Argentina                | 2021-2022         |                   |           |

Cafeteros Pro y Jaguares XV nunca actuaron de local en el torneo ya que solamente participaron en las temporadas 2021 y 2022, cuando el torneo se disputaba bajo el sistema de "sedes burbujas".

## Sistema de disputa

### Formato
El torneo utiliza un formato similar al utilizado en las ligas profesionales de rugby, con una primera fase disputada bajo el sistema de todos contra todos, ida y vuelta, y una fase final disputada a eliminación directa entre los mejores clasificados de la primera fase. La principal excepción a esto fueron las temporadas 2021 y 2022, las cuales se jugaron en sedes únicas debido al impacto de la pandemia de COVID-19. Actualmente, siete equipos disputan el torneo, con los mejores cuatro clasificando a la fase final (semifinales y final). Al igual que esas competencias, no hay relación jerárquica entre este torneo y los torneos de clubes de sus respectivos países, funcionando como un torneo híbrido entre rugby representativo y de clubes, actuando como puente entre los clubes y las selecciones nacionales. Debido a esto, no hay un sistema de ascensos y descensos ni un régimen de clasificación para participar del mismo, con los nuevos equipos debiendo "comprar" una franquicia para poder formar parte del torneo. 
El torneo utiliza el sistema puntos bonus tradicional, otorgando 4 puntos por partido ganado, 2 por partido empatado y 0 por partido perdido, además de otorgar 1 punto bonus ofensivo en caso de marcar 4 o más tries y un punto bonus defensivo en caso de perder por 7 puntos o menos.

### Equipos
Los equipos participantes son franquicias profesionales, principalmente bajo el control de las distintas uniones nacionales de rugby de Sudamérica, un formato similar al utilizado por competencias como el Super Rugby Pacific de Australia y Nueva Zelanda, y el United Rugby Championship de Europa y Sudáfrica.
Los planteles se encuentran compuestos principalmente por jugadores propios de la región que representan, en gran parte jugadores que también forman parte de sus respectivos seleccionados nacionales. La excepción esto son los refuerzos extranjeros que los equipos pueden adquirir en cada temporada, caracterizado por ser principalmente jugadores argentinos. Las reglas y métodos respecto estos refuerzos extranjeros han cambiado a lo largo de las temporadas, con la intención de promover la paridad entre los equipos y para evitar conflictos con los clubes amateur argentinos. En sus primeras temporada, se utilizaron sistemas de draft con prioridad para las franquicias de Colombia y Paraguay, además de limitar la cantidad total de jugadores de un mismo club argentino que podrían ser contratados por cada franquicia. Posteriormente, el sistema pasó a ser más flexivo y se introdujeron otros formato, como el de un torneo "de promesas" para promover a nuevos jugadores (Súper Rugby Américas Future 2023).

## Lista de campeones
| Temporada                     | Campeón                             | Resultado                           | Subcampeón                          | Semifinalistas                      | Cant. equipos                 |
| Súper Liga Americana de Rugby | Súper Liga Americana de Rugby       | Súper Liga Americana de Rugby       | Súper Liga Americana de Rugby       | Súper Liga Americana de Rugby       | Súper Liga Americana de Rugby |
| ----------------------------- | ----------------------------------- | ----------------------------------- | ----------------------------------- | ----------------------------------- | ----------------------------- |
| 2020                          | Cancelado por pandemia de COVID-19. | Cancelado por pandemia de COVID-19. | Cancelado por pandemia de COVID-19. | Cancelado por pandemia de COVID-19. | 5                             |
| 2021                          | Jaguares XV                         | 36 - 28                             | Peñarol Rugby                       | Selknam Rugby Olimpia Lions         | 6                             |
| 2022                          | Peñarol Rugby                       | 24 - 13                             | Selknam Rugby                       | Jaguares XV Cafeteros Pro           | 6                             |
| Súper Rugby Américas          |                                     |                                     |                                     |                                     |                               |
| 2023                          | Peñarol Rugby                       | 23 - 17                             | Dogos XV                            | Pampas Yacare XV                    | 7                             |
| 2024                          | Dogos XV                            | 37 - 23                             | Pampas                              | Yacare XV Peñarol Rugby             | 7                             |
| 2025                          | Peñarol Rugby                       | 35 - 34                             | Dogos XV                            | Pampas Selknam Rugby                | 7                             |

### Palmarés
| Equipo        | Campeón | Subcampeón | Semifinalistas |
| ------------- | ------- | ---------- | -------------- |
| Peñarol Rugby | 3       | 1          | 1              |
| Dogos XV      | 1       | 2          |                |
| Jaguares XV   | 1       |            | 1              |
| Pampas        |         | 1          | 2              |
| Selknam Rugby |         | 1          | 2              |
| Yacare XV     |         |            | 3              |
| Cafeteros Pro |         |            | 1              |

## Estadísticas

### Mejor jugador
Al finalizar el torneo, la liga elige al mejor jugador del torneo, ocasionalmente bajo la denominación "MVP del Torneo" (jugador más valioso, por sus siglas en inglés).  
| Temporada | Jugador                   | Equipo      | Clasificación (equipo) |
| --------- | ------------------------- | ----------- | ---------------------- |
| 2021      | Sebastián Cancelliere     | Jaguares XV | Campeón                |
| 2022      | Manuel Ardao              | Peñarol     | Campeón                |
| 2023      | Felipe Etcheverry         | Peñarol     | Campeón                |
| 2024      | Joaquín de la Vega Mendía | Pampas      | Subcampeón             |
| 2025      | Simón Benítez Cruz        | Tarucas     | 5.º puesto             |

### Máximo anotador
Jugadores con la mayor cantidad de puntos anotados durante cada temporada.
| Temporada | Jugador                   | Equipo   | Puntos |
| --------- | ------------------------- | -------- | ------ |
| 2021      | Martín Roger              | Peñarol  | 125    |
| 2022      | Francisco Urroz           | Selknam  | 101    |
| 2023      | Joaquín de la Vega Mendía | Pampas   | 136    |
| 2024      | Joaquín de la Vega Mendía | Pampas   | 161    |
| 2025      | Juan Bautista Baronio     | Dogos XV | 163    |

### Tryman
Jugadores con la mayor cantidad de tries anotados en cada temporada.
| Temporada | Jugador                     | Equipo      | Tries |
| --------- | --------------------------- | ----------- | ----- |
| 2021      | Sebastián Cancelliere       | Jaguares XV | 14    |
| 2022      | Martín Bogado Ignacio Mendy | Jaguares XV | 8     |
| 2023      | Manuel Diana                | Peñarol     | 12    |
| 2024      | Santiago Pernas             | Pampas      | 10    |
| 2025      | Raimundo Martínez           | Selknam     | 7     |

### Tabla histórica
Esta tabla incluye los partidos de fase final y los tres partidos disputados durante la temporada 2020.
| Pos. | Equipo           | Temp. | PJ | PG | PE | PP | AF   | AC   | Dif.  | Pts. |
| ---- | ---------------- | ----- | -- | -- | -- | -- | ---- | ---- | ----- | ---- |
| 1.º  | Peñarol          | 6     | 66 | 45 | 1  | 20 | 1876 | 1364 | +512  | 223  |
| 2.º  | Selknam          | 6     | 62 | 31 | 1  | 30 | 1551 | 1446 | +105  | 158  |
| 3.º  | Dogos XV         | 3     | 42 | 27 | 3  | 12 | 1341 | 959  | +382  | 145  |
| 4.º  | Pampas           | 3     | 40 | 28 | 1  | 11 | 1345 | 807  | +538  | 139  |
| 5.º  | Yacare XV        | 6     | 60 | 27 | 0  | 33 | 1461 | 1675 | -214  | 138  |
| 6.º  | Jaguares XV      | 2     | 23 | 18 | 0  | 5  | 968  | 408  | +560  | 92   |
| 7.º  | Cobras           | 6     | 56 | 8  | 0  | 48 | 1023 | 2199 | -1176 | 48   |
| 8.º  | Tarucas          | 1     | 12 | 6  | 0  | 6  | 373  | 329  | +44   | 34   |
| 9.º  | American Raptors | 2     | 24 | 5  | 0  | 19 | 504  | 901  | -397  | 33   |
| 10.º | Cafeteros        | 2     | 21 | 4  | 0  | 17 | 348  | 758  | -410  | 25   |
| 11.º | Ceibos           | 1     | 2  | 2  | 0  | 0  | 80   | 24   | +56   | 10   |

En cursiva los equipos que ya no participan del torneo. Tabla actualizada a la temporada 2025.